# 북클럽
《북클럽》(영어: Book Club)은 미국에서 제작된 빌 홀더먼 감독의 2018년 로맨틱 코미디 영화이다. 다이앤 키턴, 제인 폰다, 캔디스 버건, 메리 스틴버전이 독서 모임에서 "그레이의 50가지 그림자"를 읽고 삶에 새 변화를 주기 시작하는 네 친구 역을 맡았다. 앤드루 덩컨 등이 제작에 참여하였다.
미국에서 2018년 5월 18일 파라마운트 픽처스를 통해 개봉하였다. 평단으로부터 엇갈린 평가를 받았으나 박스 오피스에서는 슬리퍼 히트로 성공하였다.
속편 《북 클럽: 넥스트 챕터》(2023)로 이어진다.

## 줄거리
로스앤젤레스. 1960년대 말부터 매달 같은 책을 읽고 토론하는 독서 모임을 40년간 이어온 네 친구들은 소설 "그레이의 50가지 그림자" 내용에 자극을 받아 삶에서 제대로 누리지 못한 즐거움에 도전하기 시작한다.
애리조나에 사는 딸들을 방문하려고 비행기에 오른 다이앤은 옆 좌석에 앉은 민간 항공기 조종사 미첼과 바로 마음이 통한다. 미첼은 애리조나에 대저택을 소유한 백만장자 발명가이기도 하다. 그러나 다이앤은 남편과 사별한 지 겨우 1년밖에 지나지 않아 관계 발전을 망설인다. 호텔 재벌 비비언은 옛 연인 아서와 재회해 다시 만남을 갖지만 진지한 관계가 되는 게 두려워 거리를 둔다. 식당 경영인 캐럴은 은퇴한 남편 브루스가 성관계를 거부하자 다양한 유인책을 강구한다. 업무에만 파묻혀 이혼 후 18년간 남자를 만나지 않은 연방 판사 샤론은 온라인 데이팅에 가입하여 여러 시행착오를 겪는다.

## 출연
- 다이앤 키턴 - 다이앤 역
- 제인 폰다 - 비비언 역
- 캔디스 버건 - 샤론 역
- 메리 스틴버전 - 캐럴 역
- 앤디 가르시아 - 미첼 역
- 돈 존슨 - 아서 역
- 크레이그 T. 넬슨 - 브루스 역
- 리처드 드라이퍼스 - 조지, 샤론의 온라인 데이트 상대 역
- 월리스 숀 - 데릭, 샤론의 온라인 데이트 상대 역
- 얼리샤 실버스톤 - 질, 다이앤의 딸 역
- 케이티 애설턴 - 에이드리앤, 다이앤의 딸 역
- 에드 베글리 주니어 - 톰, 샤론의 전남편 역
- 머세이아 먼로 - 셰릴, 톰의 트로피 약혼녀 역
- 토미 듀이 - 크리스 역
- E. L. 제임스 - 캐럴과 브루스의 이웃 역 (카메오 출연)

## 기타 제작진
- 협력 제작: 대니 존슨
- 배역: 케리 바든, 에이비 코프먼, 폴 슈니
- 미술: 레이철 오툴
- 의상: 셰이 컨리프
- 효과음 후녹음 감독: 존 로런저